# 영롱대
영롱대(玲瓏臺)는 대한민국 전라남도 화순군 사평면 교리에 있는 건축물이다. 2007년 1월 5일 화순군의 향토문화유산 제34호로 지정되었다.